# Sport (plantenveredeling)
Een sport is een term die plantenkwekers gebruiken voor een scheut van een plant die morfologisch duidelijk van de rest van de plant afwijkt en met die door vegetatieve vermeerdering (stekken, enten) verder kan worden geteeld. In de regel bestaat de afwijking uit slechts één kenmerk die op natuurlijke wijze veroorzaakt is door een mutatie in een enkele somatische cel in het groeibeginsel van de scheut. Uit sports gekweekte planten geven via zaad de afwijking niet aan hun nakomelingen door en verschillen in dit opzicht niet van de oorspronkelijke plant.
Veel cultivars van fruitbomen en sierplanten zijn sports, bijvoorbeeld:
- De nectarine is een sport van een perzik
- De appel 'Red D’Anjou' is een sport van het appelras 'Green D’Anjou'
- De veredelde rozen 'Lucky Peace', 'Chicago Peace' en 'Kronenbourg' zijn sports van 'Gloria Dei'

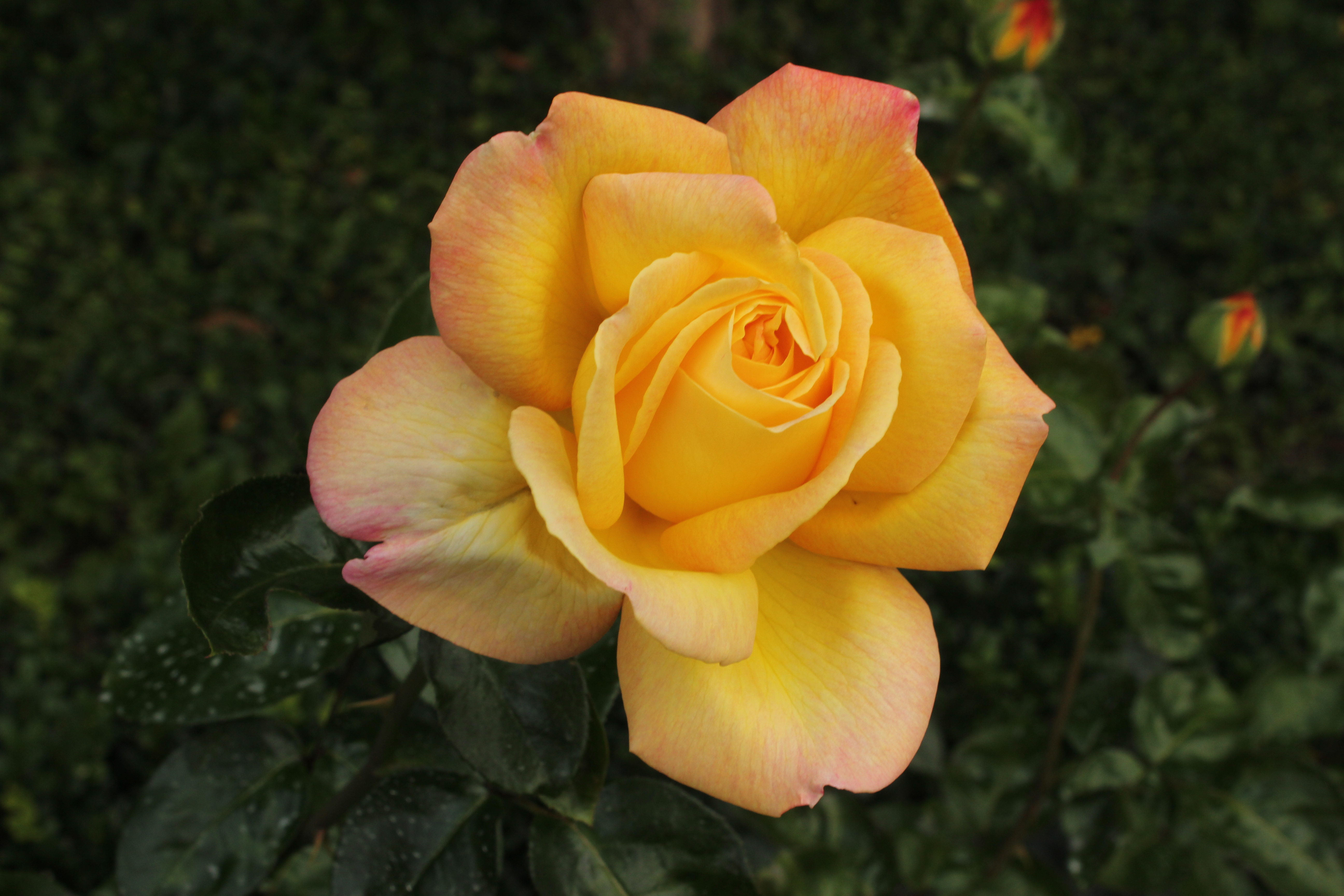
Ouderplant 'Gloria Dei'
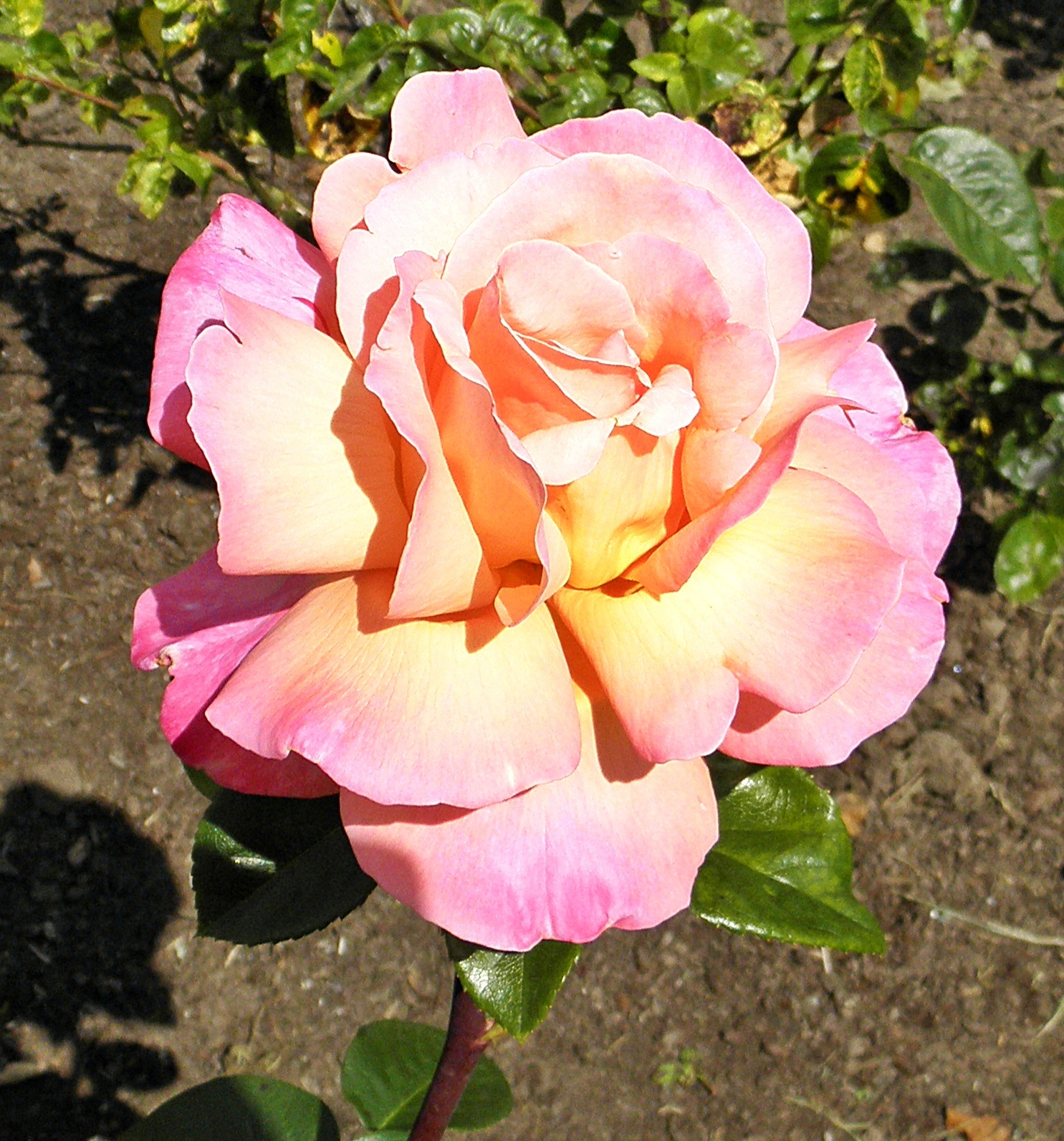
Sport 'Lucky Peace'
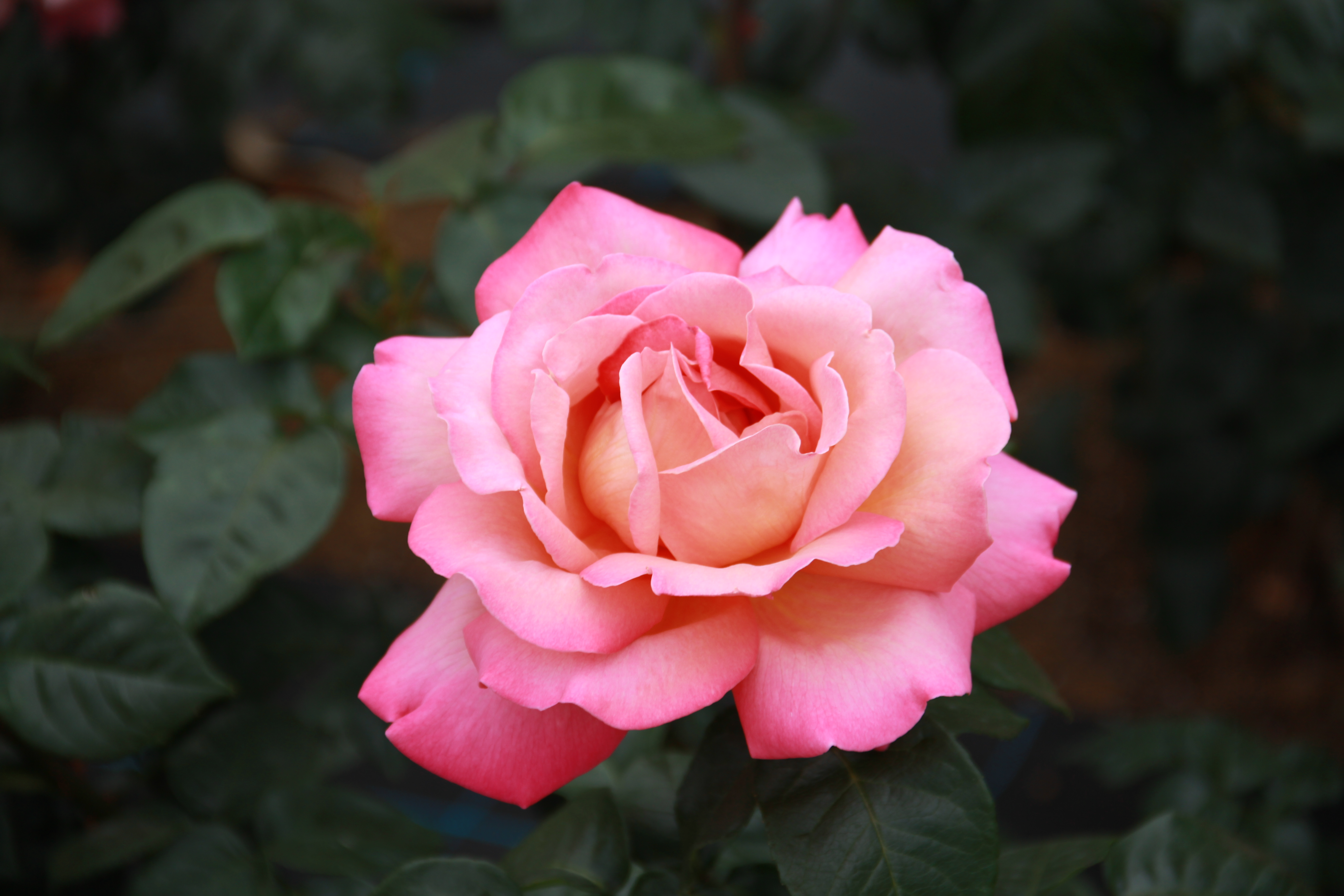
Sport 'Chicago Peace'
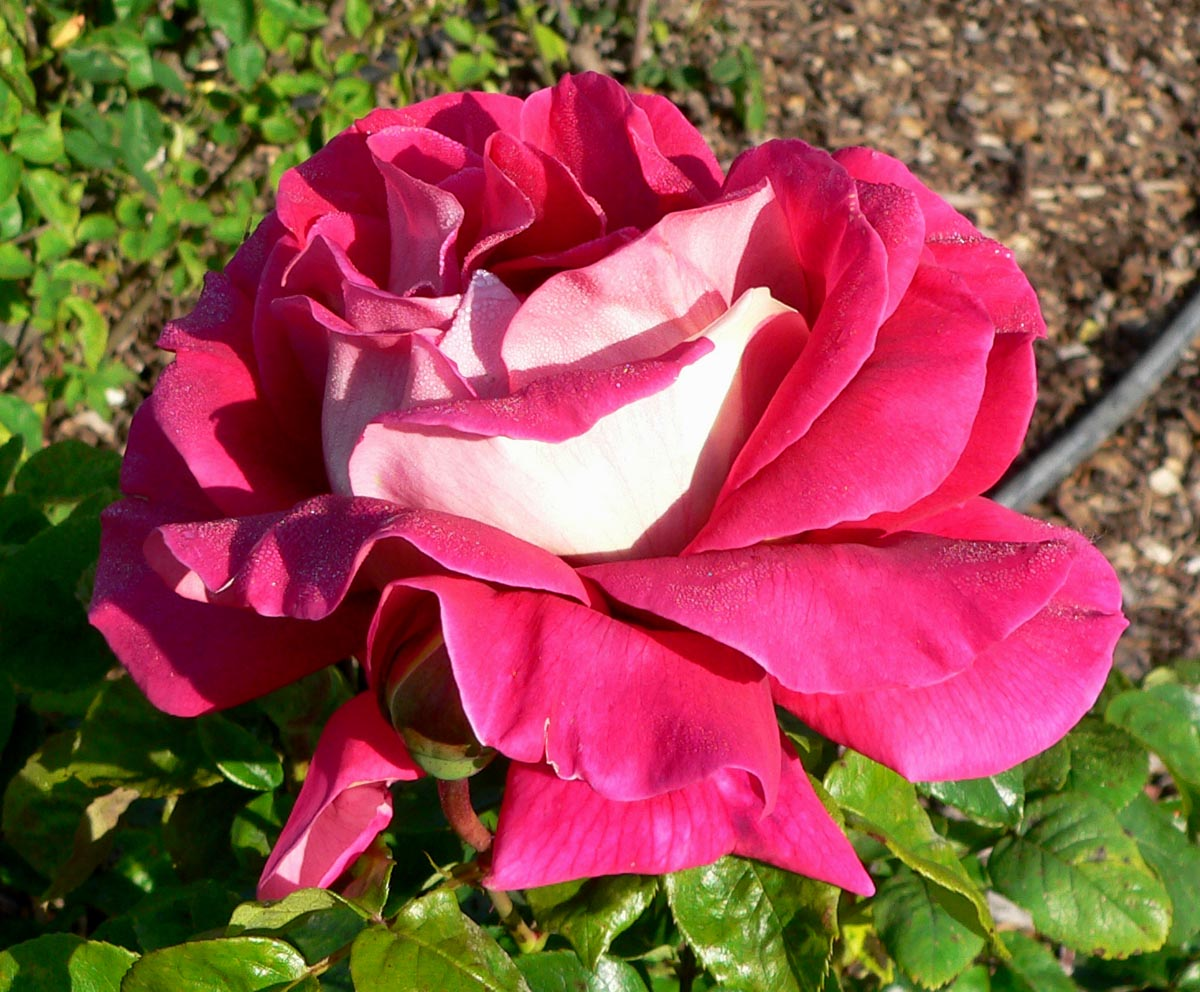
Sport 'Kronenbourg'